# Youssef Msakni
Youssef Msakni (in arabo يوسف المساكني‎?; Tunisi, 28 ottobre 1990) è un calciatore tunisino, attaccante dell'Al-Arabi e della nazionale tunisina.

## Caratteristiche tecniche
Il suo ruolo è quello di seconda punta, ma può giocare anche da ala sinistra o da trequartista a supporto di una punta.
Dimostra buone doti nel tiro, nel dribbling e nello scatto grazie al suo passo "felpato" nella corsa. Tali abilità gli hanno valso, da parte dei media magrebini, il soprannome di "Messi del deserto".

## Carriera

### Club

#### Espérance Tunis
Cresciuto nelle giovanili dello Stade Tunisien, si è formato nel calcio professionistico nel luglio 2008, nel club della ES Tunis.
Gioca la sua prima partita con ES Tunis il 26 luglio 2009, nella 1ª giornata della Ligue Professionnelle 2009-10, contro l'Olympique Béja. Entra in campo al 79' minuto di gioco in sostituzione di Henri Bienvenu Ntsama.
Due settimane dopo, l'8 agosto 2009, Msakni segna il suo primo gol in campionato nella sua terza partita contro l'Avenir sportif de Kasserine al 54 'minuto di gioco (vittoria per 4-0).
Il 12 novembre 2011, vince la CAF Champions League e si piazza come secondo marcatore della competizione con 5 reti, proprio dietro l'attaccante del Wydad Casablanca autore di sei reti Fabrice Ondama.
Il 30 settembre 2012, vince la Tunisian Ligue Professionnelle 1 per la quarta volta, vincendo il titolo di miglior marcatore nel campionato di calcio tunisino con 17 reti.
Secondo Goal.com, Youssef Msakni è il 48 ° miglior calciatore della stagione 2012 in tutti i paesi, grazie in particolare alle prestazioni realizzate con i colori del suo club o della squadra nazionale. Durante il mercato, è corteggiato da molti club francesi, tra cui Paris Saint-Germain, Lille OSC, AS Monaco e FC Lorient, ma il centrocampista offensivo ha trovato l'accordo nel luglio 2012 con un contratto quadriennale con il club del Qatar Stars League Lekhwiya SC.
Entra a far parte effettivamente del club qatariota il 1º gennaio 2013.

#### Al Duhail
A partire dal 1º gennaio 2013, Msakni fa parte del Qatar Lekhwiya SC per un periodo di quattro anni e mezzo; l'importo totale del trasferimento è stato di 23 milioni di dinari (11,5 milioni di euro), un record per un giocatore africano.
Il 10 febbraio 2013 segna il suo primo gol al 28 ', con la sua squadra che vince 4-0 contro Al-Wakrah SC.
Il 26 febbraio, Msakni si dimostra decisivo nella AFC Champions League con un calcio di punizione al 33 ° minuto, consentendo alla sua squadra di vincere per 2-1.
Nel marzo 2013, Msakni è ambito da quattro club inglesi: Newcastle United, Arsenal, Everton e Tottenham Hotspur, questo crescente interesse spinge i dirigenti del club del Qatar a rivedere la clausola di rilascio del giocatore aumentando il suo prezzo.
Il 4 maggio, ha vinto la Qatar Crown Prince Cup 2013 contro l'Al Sadd (3-2) dopo aver segnato il terzo gol della sua squadra.
L'inizio della campagna asiatica inizia l'8 febbraio 2014 per Msakni e i suoi compagni di squadra: si oppongono alla squadra del Bahrein Hidd SCC nel secondo turno della AFC Champions League 2014; hanno vinto la partita (2-1), compreso un passaggio decisivo dall'attaccante tunisino. Una settimana dopo, il Lekhwiya SC ha gareggiato nel terzo turno preliminare della stessa competizione contro il club del Kuwait Kuwait SC, dove rincontra 2 dei suoi compagni di squadra della Nazionale, Issam Jemâa e Chadi Hammami. Nella partita Msakni segna un gol e consegna due assist.
Nel gennaio 2019 passò in prestito all'Eupen.

#### Prestito all'Eupen e all'Al Arabi
Nel gennaio 2019 passa in prestito alla squadra belga dell'Eupen.
Nella stagione 2020/21 e nella successiva 2021/22, il giocatore di proprietà dell'Al Duhail viene ceduto temporaneamente all'Al Arabi, anch'esso club qatariota.

### Nazionale
Nel 2018 Msakni salta la Coppa del Mondo in Russia a causa di un infortunio al ginocchio.
Il 23 gennaio 2022 segna il gol decisivo negli ottavi di Coppa d'Africa contro la Nigeria, facendo passare la Tunisia ai quarti di finale.
Il 16 gennaio 2024 raggiunge quota 100 presenze in nazionale.

## Statistiche

### Cronologia presenze e reti in nazionale
| Cronologia completa delle presenze e delle reti in nazionale ― Tunisia | Cronologia completa delle presenze e delle reti in nazionale ― Tunisia | Cronologia completa delle presenze e delle reti in nazionale ― Tunisia | Cronologia completa delle presenze e delle reti in nazionale ― Tunisia | Cronologia completa delle presenze e delle reti in nazionale ― Tunisia | Cronologia completa delle presenze e delle reti in nazionale ― Tunisia | Cronologia completa delle presenze e delle reti in nazionale ― Tunisia | Cronologia completa delle presenze e delle reti in nazionale ― Tunisia |
| Data                                                                   | Città                                                                  | In casa                                                                | Risultato                                                              | Ospiti                                                                 | Competizione                                                           | Reti                                                                   | Note                                                                   |
| ---------------------------------------------------------------------- | ---------------------------------------------------------------------- | ---------------------------------------------------------------------- | ---------------------------------------------------------------------- | ---------------------------------------------------------------------- | ---------------------------------------------------------------------- | ---------------------------------------------------------------------- | ---------------------------------------------------------------------- |
| 9-1-2010                                                               | Tunisi                                                                 | Tunisia                                                                | 1 – 2                                                                  | Gambia                                                                 | Amichevole                                                             | -                                                                      | Ingresso                                                               |
| 13-1-2010                                                              | Lubango                                                                | Zambia                                                                 | 1 – 1                                                                  | Tunisia                                                                | Coppa d'Africa 2010 - 1º turno                                         | -                                                                      | 92’                                                                    |
| 17-1-2010                                                              | Lubango                                                                | Gabon                                                                  | 0 – 0                                                                  | Tunisia                                                                | Coppa d'Africa 2010 - 1º turno                                         | -                                                                      | 62’                                                                    |
| 30-5-2010                                                              | Radès                                                                  | Tunisia                                                                | 1 – 1                                                                  | Francia                                                                | Amichevole                                                             | -                                                                      | 64’                                                                    |
| 1-7-2010                                                               | Tunisi                                                                 | Tunisia                                                                | 0 – 1                                                                  | Botswana                                                               | Qual. Coppa d'Africa 2012                                              | -                                                                      | 74’                                                                    |
| 4-9-2010                                                               | Radès                                                                  | Tunisia                                                                | 2 – 2                                                                  | Malawi                                                                 | Qual. Coppa d'Africa 2012                                              | -                                                                      | 70’                                                                    |
| 9-1-2012                                                               | Abu Dhabi                                                              | Tunisia                                                                | 3 – 0                                                                  | Sudan                                                                  | Amichevole                                                             | -                                                                      | 70’ 46’                                                                |
| 13-1-2012                                                              | Abu Dhabi                                                              | Tunisia                                                                | 0 – 2                                                                  | Costa d'Avorio                                                         | Amichevole                                                             | -                                                                      | 37’                                                                    |
| 23-1-2012                                                              | Libreville                                                             | Marocco                                                                | 1 – 2                                                                  | Tunisia                                                                | Coppa d'Africa 2012 - 1º turno                                         | 1                                                                      | 57’                                                                    |
| 27-1-2012                                                              | Libreville                                                             | Niger                                                                  | 1 – 2                                                                  | Tunisia                                                                | Coppa d'Africa 2012 - 1º turno                                         | 1                                                                      |                                                                        |
| 31-1-2012                                                              | Franceville                                                            | Gabon                                                                  | 1 – 0                                                                  | Tunisia                                                                | Coppa d'Africa 2012 - 1º turno                                         | -                                                                      |                                                                        |
| 5-2-2012                                                               | Franceville                                                            | Ghana                                                                  | 2 – 1 dts                                                              | Tunisia                                                                | Coppa d'Africa 2012 - Quarti di finale                                 | -                                                                      |                                                                        |
| 29-2-2012                                                              | Tunisi                                                                 | Tunisia                                                                | 1 – 1                                                                  | Perù                                                                   | Amichevole                                                             | -                                                                      |                                                                        |
| 15-8-2012                                                              | Kecskemét                                                              | Tunisia                                                                | 2 – 2                                                                  | Iran                                                                   | Amichevole                                                             | -                                                                      | 46’                                                                    |
| 8-9-2012                                                               | Freetown                                                               | Sierra Leone                                                           | 2 – 2                                                                  | Tunisia                                                                | Qual. Coppa d'Africa 2013                                              | 1                                                                      |                                                                        |
| 30-12-2012                                                             | Sharja                                                                 | Iraq                                                                   | 1 – 2                                                                  | Tunisia                                                                | Amichevole                                                             | -                                                                      | 63’                                                                    |
| 10-1-2013                                                              | Al Wakrah                                                              | Tunisia                                                                | 1 – 1                                                                  | Gabon                                                                  | Amichevole                                                             | -                                                                      | 67’ 72’                                                                |
| 13-1-2013                                                              | Kumasi                                                                 | Ghana                                                                  | 4 – 2                                                                  | Tunisia                                                                | Amichevole                                                             | -                                                                      | 60’                                                                    |
| 22-1-2013                                                              | Phokeng                                                                | Tunisia                                                                | 1 – 0                                                                  | Algeria                                                                | Coppa d'Africa 2013 - 1º turno                                         | 1                                                                      | 92’                                                                    |
| 26-1-2013                                                              | Phokeng                                                                | Costa d'Avorio                                                         | 3 – 0                                                                  | Tunisia                                                                | Coppa d'Africa 2013 - 1º turno                                         | -                                                                      |                                                                        |
| 30-1-2013                                                              | Nelspruit                                                              | Togo                                                                   | 1 – 1                                                                  | Tunisia                                                                | Coppa d'Africa 2013 - 1º turno                                         | -                                                                      | 39’                                                                    |
| 23-3-2013                                                              | Radès                                                                  | Tunisia                                                                | 2 – 1                                                                  | Sierra Leone                                                           | Qual. Mondiali 2014                                                    | -                                                                      | 86’                                                                    |
| 8-6-2013                                                               | Freetown                                                               | Sierra Leone                                                           | 2 – 2                                                                  | Tunisia                                                                | Qual. Mondiali 2014                                                    | -                                                                      | 84’                                                                    |
| 14-8-2013                                                              | Radès                                                                  | Tunisia                                                                | 3 – 0                                                                  | Rep. del Congo                                                         | Amichevole                                                             | -                                                                      |                                                                        |
| 7-9-2013                                                               | Radès                                                                  | Tunisia                                                                | 3 – 0                                                                  | Capo Verde                                                             | Qual. Mondiali 2014                                                    | -                                                                      |                                                                        |
| 6-9-2014                                                               | Monastir                                                               | Tunisia                                                                | 2 – 1                                                                  | Botswana                                                               | Qual. Coppa d'Africa 2015                                              | -                                                                      | 68’                                                                    |
| 10-9-2014                                                              | Il Cairo                                                               | Egitto                                                                 | 0 – 1                                                                  | Tunisia                                                                | Qual. Coppa d'Africa 2015                                              | -                                                                      | 68’                                                                    |
| 15-10-2014                                                             | Monastir                                                               | Tunisia                                                                | 1 – 0                                                                  | Senegal                                                                | Qual. Coppa d'Africa 2015                                              | -                                                                      | 84’                                                                    |
| 11-1-2015                                                              | Radès                                                                  | Tunisia                                                                | 1 – 1                                                                  | Algeria                                                                | Amichevole                                                             | -                                                                      | 74’                                                                    |
| 18-1-2015                                                              | Ebebiyín                                                               | Tunisia                                                                | 1 – 1                                                                  | Capo Verde                                                             | Coppa d'Africa 2015 - 1º turno                                         | -                                                                      | 82’                                                                    |
| 22-1-2015                                                              | Ebebiyín                                                               | Zambia                                                                 | 1 – 2                                                                  | Tunisia                                                                | Coppa d'Africa 2015 - 1º turno                                         | -                                                                      |                                                                        |
| 31-1-2015                                                              | Bata                                                                   | Guinea Equatoriale                                                     | 2 – 1 dts                                                              | Tunisia                                                                | Coppa d'Africa 2015 - Quarti di finale                                 | -                                                                      | 104’                                                                   |
| 5-9-2015                                                               | Monrovia                                                               | Liberia                                                                | 1 – 0                                                                  | Tunisia                                                                | Qual. Coppa d'Africa 2017                                              | -                                                                      | 70’                                                                    |
| 9-10-2015                                                              | Radès                                                                  | Tunisia                                                                | 3 – 3                                                                  | Gabon                                                                  | Amichevole                                                             | -                                                                      | 67’                                                                    |
| 25-3-2016                                                              | Monastir                                                               | Tunisia                                                                | 1 – 0                                                                  | Togo                                                                   | Qual. Coppa d'Africa 2017                                              | 1                                                                      | 79’                                                                    |
| 29-3-2016                                                              | Lomé                                                                   | Togo                                                                   | 0 – 0                                                                  | Tunisia                                                                | Qual. Coppa d'Africa 2017                                              | -                                                                      | 85’                                                                    |
| 4-1-2017                                                               | Tunisi                                                                 | Tunisia                                                                | 2 – 0                                                                  | Uganda                                                                 | Amichevole                                                             | -                                                                      | 67’                                                                    |
| 8-1-2017                                                               | Il Cairo                                                               | Egitto                                                                 | 1 – 0                                                                  | Tunisia                                                                | Amichevole                                                             | -                                                                      |                                                                        |
| 15-1-2017                                                              | Franceville                                                            | Tunisia                                                                | 0 – 2                                                                  | Senegal                                                                | Coppa d'Africa 2017 - 1º turno                                         | -                                                                      |                                                                        |
| 19-1-2017                                                              | Franceville                                                            | Algeria                                                                | 1 – 2                                                                  | Tunisia                                                                | Coppa d'Africa 2017 - 1º turno                                         | -                                                                      |                                                                        |
| 23-1-2017                                                              | Libreville                                                             | Zimbabwe                                                               | 2 – 4                                                                  | Tunisia                                                                | Coppa d'Africa 2017 - 1º turno                                         | 1                                                                      | 79’                                                                    |
| 28-1-2017                                                              | Libreville                                                             | Burkina Faso                                                           | 2 – 0                                                                  | Tunisia                                                                | Coppa d'Africa 2017 - Quarti di finale                                 | -                                                                      |                                                                        |
| 12-6-2017                                                              | Radès                                                                  | Tunisia                                                                | 1 – 0                                                                  | Egitto                                                                 | Qual. Coppa d'Africa 2019                                              | -                                                                      | Cap. 90+1’                                                             |
| 1-9-2017                                                               | Radès                                                                  | Tunisia                                                                | 2 – 1                                                                  | RD del Congo                                                           | Qual. Mondiali 2018                                                    | -                                                                      |                                                                        |
| 5-9-2017                                                               | Kinshasa                                                               | RD del Congo                                                           | 2 – 2                                                                  | Tunisia                                                                | Qual. Mondiali 2018                                                    | -                                                                      |                                                                        |
| 7-10-2017                                                              | Conakry                                                                | Guinea                                                                 | 1 – 4                                                                  | Tunisia                                                                | Qual. Mondiali 2018                                                    | 3                                                                      |                                                                        |
| 11-11-2017                                                             | Radès                                                                  | Tunisia                                                                | 0 – 0                                                                  | Libia                                                                  | Qual. Mondiali 2018                                                    | -                                                                      |                                                                        |
| 22-3-2019                                                              | Radès                                                                  | Tunisia                                                                | 4 – 0                                                                  | eSwatini                                                               | Qual. Coppa d'Africa 2019                                              | -                                                                      |                                                                        |
| 26-3-2019                                                              | Blida                                                                  | Algeria                                                                | 1 – 0                                                                  | Tunisia                                                                | Amichevole                                                             | -                                                                      | 43’                                                                    |
| 7-6-2019                                                               | Radès                                                                  | Tunisia                                                                | 2 – 0                                                                  | Iraq                                                                   | Amichevole                                                             | -                                                                      |                                                                        |
| 11-6-2019                                                              | Varaždin                                                               | Croazia                                                                | 1 – 2                                                                  | Tunisia                                                                | Amichevole                                                             | -                                                                      | Cap. 62’                                                               |
| 17-6-2019                                                              | Radès                                                                  | Tunisia                                                                | 2 – 1                                                                  | Burundi                                                                | Amichevole                                                             | -                                                                      | 79’                                                                    |
| 24-6-2019                                                              | Suez                                                                   | Tunisia                                                                | 1 – 1                                                                  | Angola                                                                 | Coppa d'Africa 2019 - 1º turno                                         | 1                                                                      | Cap. 50’                                                               |
| 28-6-2019                                                              | Suez                                                                   | Tunisia                                                                | 1 – 1                                                                  | Mali                                                                   | Coppa d'Africa 2019 - 1º turno                                         | -                                                                      | 62’                                                                    |
| 2-7-2019                                                               | Suez                                                                   | Mauritania                                                             | 0 – 0                                                                  | Tunisia                                                                | Coppa d'Africa 2019 - 1º turno                                         | -                                                                      | Cap.                                                                   |
| 8-7-2019                                                               | Ismailia                                                               | Ghana                                                                  | 1 – 1 dts (4 - 5 dtr)                                                  | Tunisia                                                                | Coppa d'Africa 2019 - Ottavi di finale                                 | -                                                                      | Cap. 49’ 82’                                                           |
| 11-7-2019                                                              | Il Cairo                                                               | Madagascar                                                             | 0 – 3                                                                  | Tunisia                                                                | Coppa d'Africa 2019 - Quarti di finale                                 | 1                                                                      | Cap. 66’                                                               |
| 14-7-2019                                                              | Il Cairo                                                               | Senegal                                                                | 1 – 0 dts                                                              | Tunisia                                                                | Coppa d'Africa 2019 - Semifinale                                       | -                                                                      | Cap. 46’                                                               |
| 6-9-2019                                                               | Radès                                                                  | Tunisia                                                                | 1 – 0                                                                  | Mauritania                                                             | Amichevole                                                             | -                                                                      |                                                                        |
| 10-9-2019                                                              | Rouen                                                                  | Tunisia                                                                | 1 – 2                                                                  | Costa d'Avorio                                                         | Amichevole                                                             | -                                                                      | 46’                                                                    |
| 15-11-2019                                                             | Radès                                                                  | Tunisia                                                                | 4 – 1                                                                  | Libia                                                                  | Qual. Coppa d'Africa 2021                                              | -                                                                      | Cap.                                                                   |
| 19-11-2019                                                             | Malabo                                                                 | Guinea Equatoriale                                                     | 0 – 1                                                                  | Tunisia                                                                | Qual. Coppa d'Africa 2021                                              | -                                                                      | Cap.                                                                   |
| 9-10-2020                                                              | Radès                                                                  | Tunisia                                                                | 3 – 0                                                                  | Sudan                                                                  | Amichevole                                                             | -                                                                      | 59’                                                                    |
| 13-10-2020                                                             | Sankt Veit an der Glan                                                 | Nigeria                                                                | 1 – 1                                                                  | Tunisia                                                                | Amichevole                                                             | -                                                                      | Cap. 84’                                                               |
| 13-11-2020                                                             | Radès                                                                  | Tunisia                                                                | 1 – 0                                                                  | Tanzania                                                               | Qual. Coppa d'Africa 2021                                              | 1                                                                      | Cap. 71’                                                               |
| 17-11-2020                                                             | Dar es Salaam                                                          | Tanzania                                                               | 1 – 1                                                                  | Tunisia                                                                | Qual. Coppa d'Africa 2021                                              | -                                                                      | Cap. 90+3’                                                             |
| 25-3-2021                                                              | Bengasi                                                                | Libia                                                                  | 2 – 5                                                                  | Tunisia                                                                | Qual. Coppa d'Africa 2021                                              | -                                                                      | 77’                                                                    |
| 28-3-2021                                                              | Radès                                                                  | Tunisia                                                                | 2 – 1                                                                  | Guinea Equatoriale                                                     | Qual. Coppa d'Africa 2021                                              | -                                                                      | Cap. 82’                                                               |
| 5-6-2021                                                               | Radès                                                                  | Tunisia                                                                | 1 – 0                                                                  | RD del Congo                                                           | Amichevole                                                             | -                                                                      | 46’                                                                    |
| 3-9-2021                                                               | Radès                                                                  | Tunisia                                                                | 3 – 0                                                                  | Guinea Equatoriale                                                     | Qual. Mondiali 2022                                                    | -                                                                      | 46’                                                                    |
| 7-9-2021                                                               | Ndola                                                                  | Zambia                                                                 | 0 – 2                                                                  | Tunisia                                                                | Qual. Mondiali 2022                                                    | -                                                                      | 46’                                                                    |
| 30-11-2021                                                             | Ar Rayyan                                                              | Tunisia                                                                | 5 – 1                                                                  | Mauritania                                                             | Coppa araba FIFA 2021 - 1º turno                                       | 1                                                                      | 69’                                                                    |
| 3-12-2021                                                              | Al Khawr                                                               | Siria                                                                  | 2 – 0                                                                  | Tunisia                                                                | Coppa araba FIFA 2021 - 1º turno                                       | -                                                                      | 55’                                                                    |
| 6-12-2021                                                              | Doha                                                                   | Tunisia                                                                | 1 – 0                                                                  | Emirati Arabi Uniti                                                    | Coppa araba FIFA 2021 - 1º turno                                       | -                                                                      | 90’                                                                    |
| 10-12-2021                                                             | Ar Rayyan                                                              | Tunisia                                                                | 2 – 1                                                                  | Oman                                                                   | Coppa araba FIFA 2021 - Quarti di finale                               | 1                                                                      | 77’                                                                    |
| 15-12-2021                                                             | Ras Abu Aboud                                                          | Tunisia                                                                | 1 – 0                                                                  | Egitto                                                                 | Coppa araba FIFA 2021 - Semifinale                                     | -                                                                      | 50’                                                                    |
| 18-12-2021                                                             | Al Khawr                                                               | Tunisia                                                                | 0 – 2 dts                                                              | Algeria                                                                | Coppa araba FIFA 2021 - Finale                                         | -                                                                      | 39’                                                                    |
| 16-1-2022                                                              | Limbé                                                                  | Tunisia                                                                | 4 – 0                                                                  | Mauritania                                                             | Coppa d'Africa 2021 - 1º turno                                         | -                                                                      | 80’                                                                    |
| 20-1-2022                                                              | Limbe                                                                  | Gambia                                                                 | 1 – 0                                                                  | Tunisia                                                                | Coppa d'Africa 2021 - 1º turno                                         | -                                                                      | 57’                                                                    |
| 23-1-2022                                                              | Garoua                                                                 | Nigeria                                                                | 0 – 1                                                                  | Tunisia                                                                | Coppa d'Africa 2021 - Ottavi di finale                                 | 1                                                                      | cap. 86’                                                               |
| 29-1-2022                                                              | Garoua                                                                 | Burkina Faso                                                           | 1 – 0                                                                  | Tunisia                                                                | Coppa d'Africa 2021 - Quarti di finale                                 | -                                                                      | Cap.                                                                   |
| 25-3-2022                                                              | Bamako                                                                 | Mali                                                                   | 0 – 1                                                                  | Tunisia                                                                | Qual. Mondiali 2022                                                    | -                                                                      | cap. 85’                                                               |
| 29-3-2022                                                              | Radès                                                                  | Tunisia                                                                | 0 – 0                                                                  | Mali                                                                   | Qual. Mondiali 2022                                                    | -                                                                      | cap. 67’                                                               |
| 2-6-2022                                                               | Radès                                                                  | Tunisia                                                                | 4 – 0                                                                  | Guinea Equatoriale                                                     | Qual. Coppa d'Africa 2023                                              | 2                                                                      | 75’                                                                    |
| 10-6-2022                                                              | Kobe                                                                   | Cile                                                                   | 0 – 2                                                                  | Tunisia                                                                | Kirin Cup                                                              | -                                                                      | 68’                                                                    |
| 14-6-2022                                                              | Suita                                                                  | Giappone                                                               | 0 – 3                                                                  | Tunisia                                                                | Amichevole                                                             | -                                                                      | Cap. 85’                                                               |
| 27-9-2022                                                              | Parigi                                                                 | Brasile                                                                | 5 – 1                                                                  | Tunisia                                                                | Amichevole                                                             | -                                                                      | Cap. 54’ 63’                                                           |
| 16-11-2022                                                             | Al Rayyan                                                              | Tunisia                                                                | 2 – 0                                                                  | Iran                                                                   | Amichevole                                                             | -                                                                      | Cap.                                                                   |
| 22-11-2022                                                             | Al Rayyan                                                              | Danimarca                                                              | 0 – 0                                                                  | Tunisia                                                                | Mondiali 2022 - 1º turno                                               | -                                                                      | cap. 80’                                                               |
| 26-11-2022                                                             | Al Wakrah                                                              | Tunisia                                                                | 0 – 1                                                                  | Australia                                                              | Mondiali 2022 - 1º turno                                               | -                                                                      | cap.                                                                   |
| 24-3-2023                                                              | Radès                                                                  | Tunisia                                                                | 3 – 0                                                                  | Libia                                                                  | Qual. Coppa d'Africa 2023                                              | 1                                                                      | cap. 66’                                                               |
| 7-9-2023                                                               | Radès                                                                  | Tunisia                                                                | 3 – 0                                                                  | Botswana                                                               | Qual. Coppa d'Africa 2023                                              | 2                                                                      | 61’                                                                    |
| 12-9-2023                                                              | Il Cairo                                                               | Egitto                                                                 | 1 – 3                                                                  | Tunisia                                                                | Amichevole                                                             | -                                                                      | cap. 82’                                                               |
| 13-10-2023                                                             | Seul                                                                   | Corea del Sud                                                          | 4 – 0                                                                  | Tunisia                                                                | Amichevole                                                             | -                                                                      | 73’                                                                    |
| 17-10-2023                                                             | Kōbe                                                                   | Giappone                                                               | 2 – 0                                                                  | Tunisia                                                                | Amichevole                                                             | -                                                                      | 63’                                                                    |
| 17-11-2023                                                             | Radès                                                                  | Tunisia                                                                | 4 – 0                                                                  | São Tomé e Príncipe                                                    | Qual. Mondiali 2026                                                    | 1                                                                      | cap.                                                                   |
| 21-11-2023                                                             | Lilongwe                                                               | Malawi                                                                 | 0 – 1                                                                  | Tunisia                                                                | Qual. Mondiali 2026                                                    | 1                                                                      | cap. 90+2’                                                             |
| 6-1-2024                                                               | Radès                                                                  | Tunisia                                                                | 0 – 0                                                                  | Mauritania                                                             | Amichevole                                                             | -                                                                      | 58’                                                                    |
| 10-1-2024                                                              | Radès                                                                  | Tunisia                                                                | 2 – 0                                                                  | Capo Verde                                                             | Amichevole                                                             | 1                                                                      | cap. 79’                                                               |
| 16-1-2024                                                              | Korhogo                                                                | Tunisia                                                                | 0 – 1                                                                  | Namibia                                                                | Coppa d'Africa 2023 - 1º turno                                         | -                                                                      | cap.                                                                   |
| 20-1-2024                                                              | Korhogo                                                                | Tunisia                                                                | 1 – 1                                                                  | Mali                                                                   | Coppa d'Africa 2023 - 1º turno                                         | -                                                                      | cap. 88’                                                               |
| 24-1-2024                                                              | Korhogo                                                                | Sudafrica                                                              | 0 – 0                                                                  | Tunisia                                                                | Coppa d'Africa 2023 - 1º turno                                         | -                                                                      | 59’                                                                    |
| 11-10-2024                                                             | Radès                                                                  | Tunisia                                                                | 0 – 1                                                                  | Comore                                                                 | Qual. Coppa d'Africa 2025                                              | -                                                                      | cap. 86’                                                               |
| 15-10-2024                                                             | Abidjan                                                                | Comore                                                                 | 1 – 1                                                                  | Tunisia                                                                | Qual. Coppa d'Africa 2025                                              | -                                                                      | cap. 68’                                                               |
| Totale                                                                 |                                                                        | Presenze (2º posto)                                                    | 104                                                                    |                                                                        | Reti (3º posto)                                                        | 23                                                                     |                                                                        |

## Palmarès

### Club

#### Competizioni nazionali
- Campionato tunisino: 4

Esperance: 2009, 2010, 2011, 2012
- Coppa di Tunisia: 2

Esperance: 2008, 2011
- Qatar Stars League: 1

Lekhwiya: 2014-2015

#### Competizioni internazionali
- Champions League araba: 1

Esperance: 2009
- CAF Champions League: 1

Esperance: 2011

### Individuale
- Capocannoniere del campionato tunisino: 1

2011-2012 (17 gol)